# Brigitte Ardossi
Brigitte Ardossi (Williamstown, 7 agosto 1987) è un'ex cestista australiana.

## Carriera
È stata selezionata dalle Atlanta Dream al secondo giro del Draft WNBA 2010 (21ª scelta assoluta).